# مطار جرافيسيند
مطار جرافيسيند (بالإنجليزية: Gravesend Airport)‏ يقع على 2.5 ميل (4.0 كـم) جنوب شرق وسط مدينة جرافيسيند، كنت و 7.0 ميل (11.3 كـم) غرب روتشستر. تم تشغيله من عام 1932 حتى عام 1956. كان في البداية مطارًا مدنيًا، وأصبح محطة للقوات الجوية الملكية تُعرف باسم جرافسيند للقوات المسلحة الملكية (بالإنجليزية: RAF Gravesend)‏ وذلك خلال الحرب العالمية الثانية، عندما كان المطار تحت سيطرة قيادة سلاح الجو الملكي البريطاني أثناء معركة بريطانيا. كان أول محطة تابعة لسلاح الجو الملكي تشغل نورث أمريكان إفياشين بيه-51 موستانغ. عاد المطار إلى الاستخدام المدني في نهاية الحرب العالمية الثانية، على الرغم من أنه ظل تحت ملكية وزارة الطيران حتى إغلاقه في عام 1956. من الجدير بالذكر أنه كان لا بد من اتخاذ قرار في عام 1954، من قبل وزارة الطيران، بشأن ما إذا كان يجب الاحتفاظ بهذا المطار المدني وتوسيعه بشكل كبير، أو إفراغ الامتدادات شرق تونغ لان من أجل التطوير السكني. أوضح مجلس مقاطعة كينت أن الأرض الواقعة غرب ثونغ لين، تم تحديدها على أنها مطار مدني. بالإضافة إلى ذلك، أبلغ مجلس مقاطعة كينت أيضًا وزارة الطيران، بأنه لن يدعم أو يعارض التوسيع، معترفًا، مع ذلك، أنه نتيجة لأي توسيع من هذا القبيل، سيتم تعيين الموقع كمطار دولي يعمل بكامل طاقته.